# Manga de viento

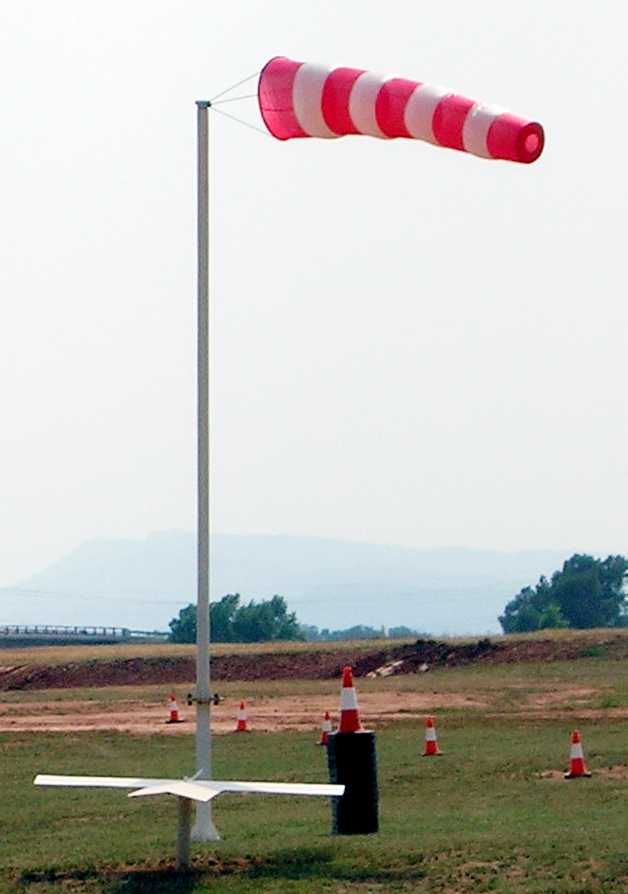
Indicación de viento fuerte.

La manga de viento, cono de viento, bandera de viento, manga catavientos, o anemómetro, en aviación se le denomina formalmente dispositivo indicador de la dirección del viento o WDI, en lenguaje técnico (calcetín "windsock" en inglés, literalmente "calcetín de viento"), es un dispositivo diseñado para indicar la dirección y en algunos casos la fuerza del viento respecto a la horizontal del suelo (el peligroso viento lateral en autopista o carretera a partir de cierta velocidad, da también una idea aproximada de la velocidad del viento según el nivel de hinchado y la inclinación del cono):
- Cono vertical => viento bajo o poco viento
- Cono 45 º => viento considerable
- Cono horizontal => viento fuerte

## Características
La manga tiene una forma de cono truncado con la base pequeña agujereada, con franjas de color (generalmente rojo y blanco). La parte de mayor diámetro se monta sobre un soporte circular, generalmente de metal, sujeto a un mástil vertical (mediante unas cuerdas o algún otro medio), pudiendo girar libremente (360°) alrededor del eje vertical del mismo. La longitud de la manga depende del entorno donde se instala, y puede ir desde algo menos de un metro hasta 3,6 metros.
Las mangas de viento se utilizan principalmente en los aeropuertos, aeródromos y helipuertos a los lados de las pistas o helipuertos, estando iluminados interna y externamente para operativas nocturnas.
En algunos países se instalan en industrias químicas, agroquimicas, donde es importante conocer la dirección del viento en caso de fuga de gases tóxicos y así poder evacuar rápidamente al personal a contra viento, además pueden verse en los viaductos de gran altura y a lo largo de las carreteras ; lugares donde se pueden producir vientos de lado.
Un lugar típico es cuando una autopista cruza un pequeño valle donde se forman corrientes y los coches pasan de repente de estar protegidos por la montaña a sufrir el embate del fuerte viento en medio del valle.

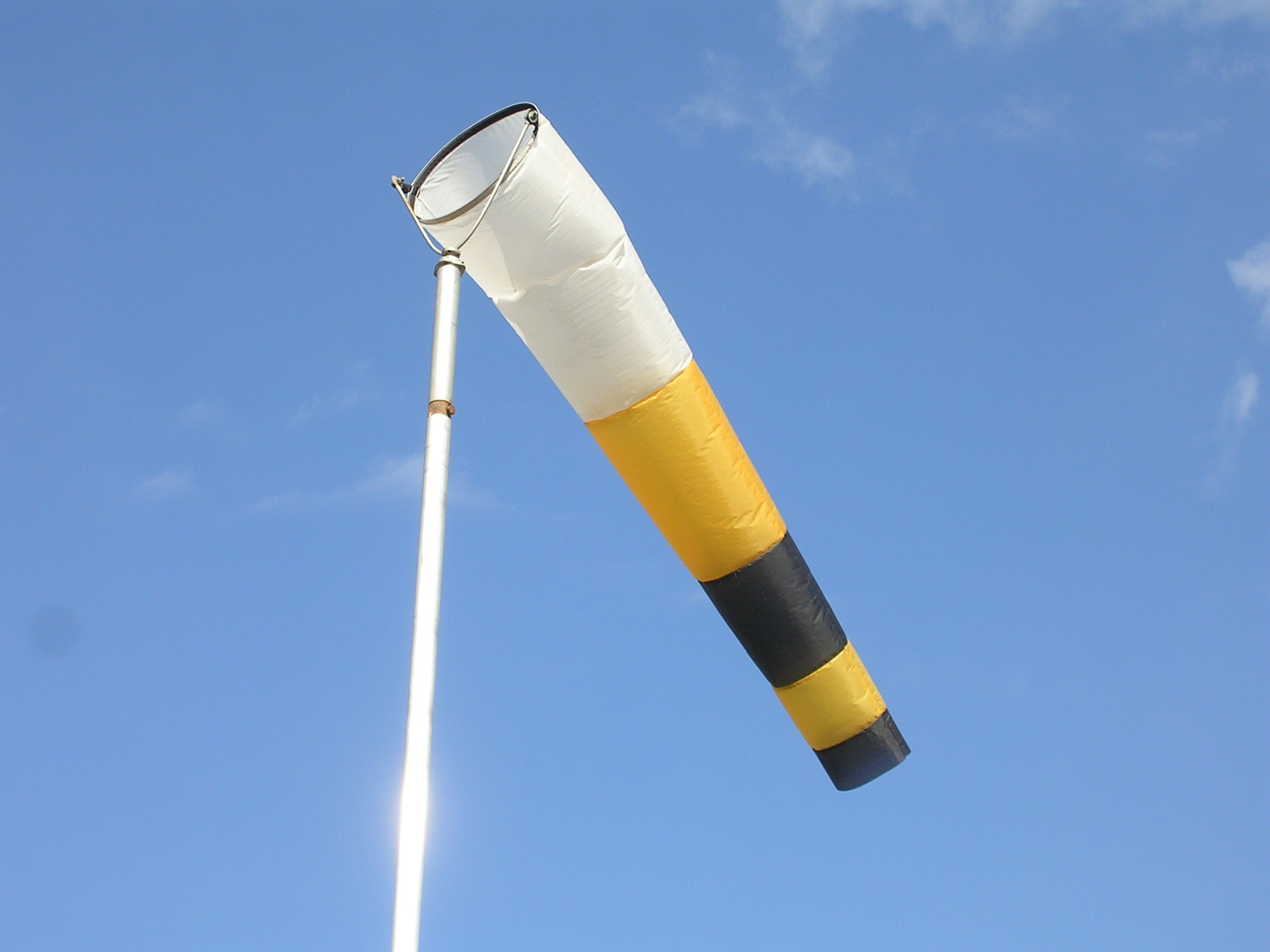
Indicación de viento considerable

Señal de aviso de posibilidad de viento fuerte.